# Philodromus bigibbus
Philodromus bigibbus är en spindelart som först beskrevs av O. Pickard-Cambridge 1876.  Philodromus bigibbus ingår i släktet Philodromus och familjen snabblöparspindlar. Utöver nominatformen finns också underarten P. b. australis.